# 上武道路

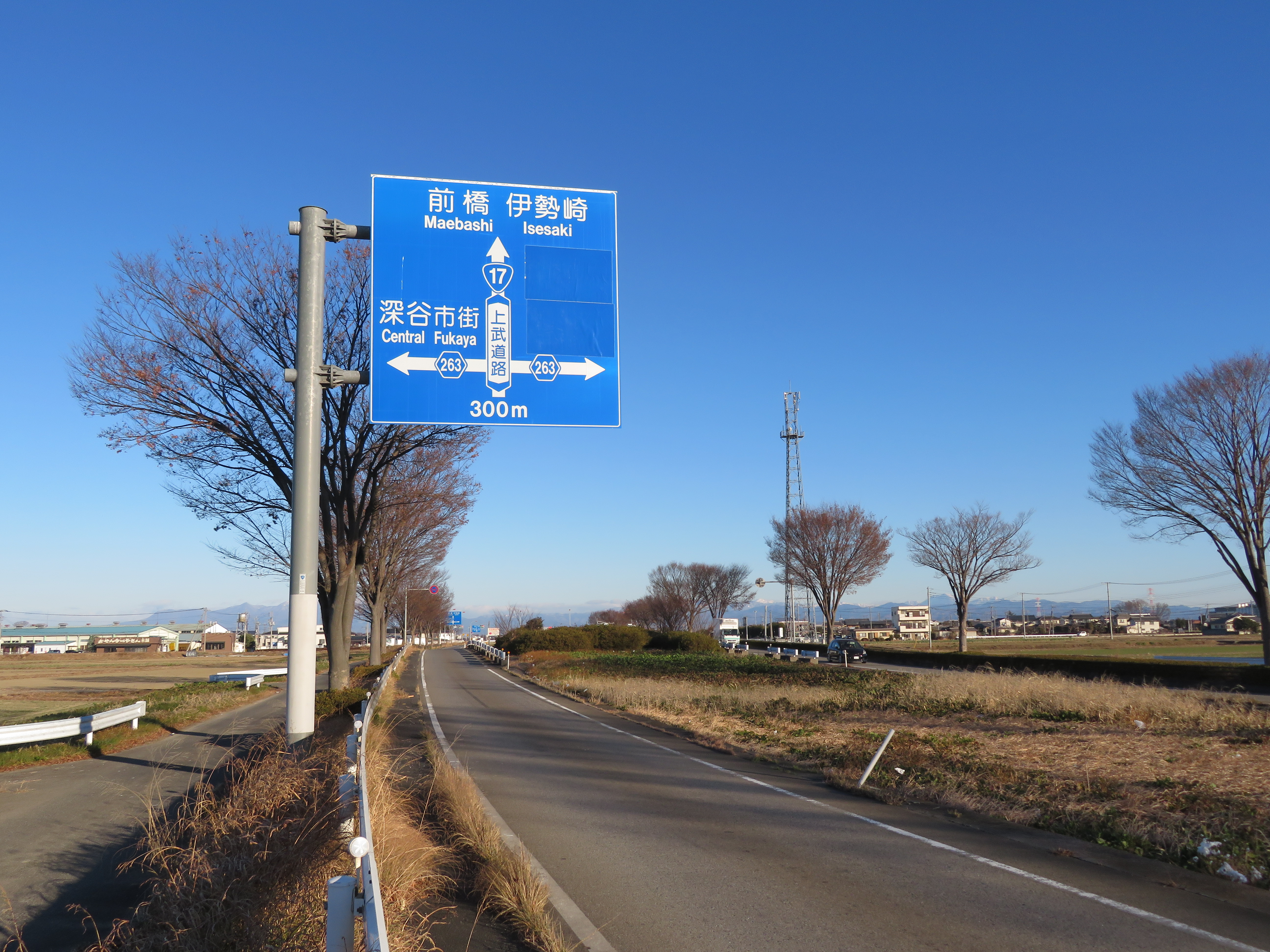
埼玉县深谷市本田谷附近

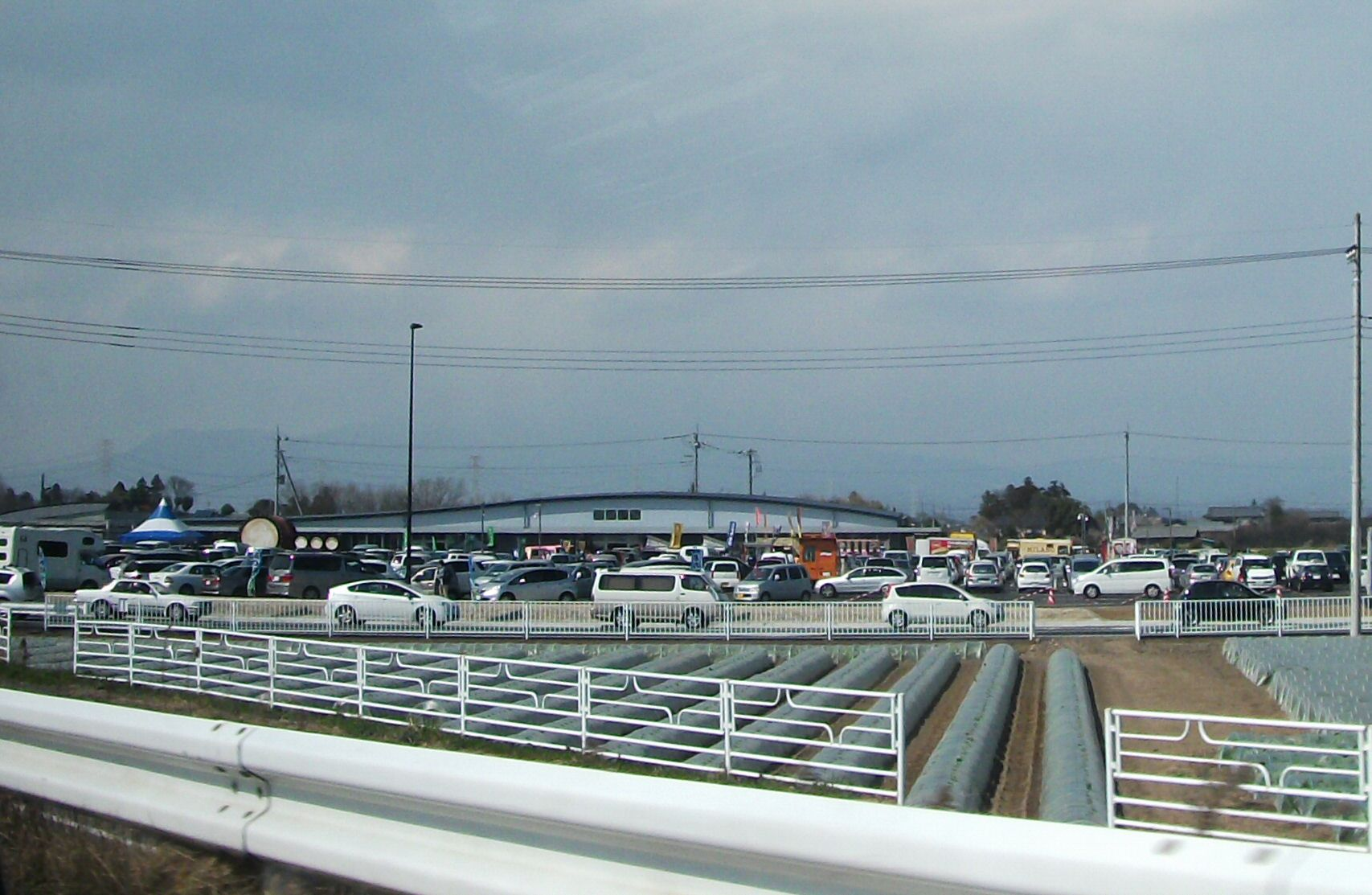
太田道之駅

上武道路是从埼玉縣熊谷市西别府的上部交流道（深谷繞道分岔）到群馬縣前橋市田口町的国道17号繞道。它也被称为上武国道或上武繞道 。
现在的国道17号线是中山道，途经埼玉县熊谷市、深谷市、本庄市、群马县藤冈市、高崎市等前往前橋市。但是，交通拥堵情況很多，作为旁路的深谷繞道也很拥挤，因此计划了这条繞道以解决这些根本问题。作为地域高規格道路「熊谷澀川連絡道路」的一部分进行开发。
随着2017年3月19日群马縣內最后未通車路段的开通，上武道路全面开通。

## 路线資料
- 起点 : 埼玉县熊谷市西别府
- 終點 : 群马县前桥市田口町
- 总长度 : 40.5 km
- 设计速度 : 80 km/h
- 道路宽度 : 19.00 m （主线）
- 车道宽度
  - 主线 : 3.5 米
  - 辅路 : 5.0 米

## 历史

### 建設背景
国道17号的存在被认为是连接东京和群马的主要干线，但由于它沿着旧中山道，因此经常穿过市中心，长期拥堵。另外鴻巢市旧吹上町以北 - 埼玉县和群马县界為雙線雙程行車，目前的情况是交通量和道路状况不匹配。此外，连接东京和新泻的关越自动车道，及穿过川越和东松山的254号国道平行，介于练马IC和埼玉县、群马县的交界处，与国道17號的交匯点很少。为了改善这一点，在埼玉县修建了熊谷繞道和深谷繞道 ，目的是避免市区拥堵。此外，还修建了一条斜穿过群马县的路线，作为东京和新泻县之间国道的捷径在。被稱爲熊谷涩川連絡道路，上部道路則是其中的一部分。此外，由于它几乎位于关越自動車道和东北自動車道的中间位置，因此它还具有补充南北方向没有高速公路网络的地区的目的。

## 地理

### 经过的自治體
- 埼玉縣
  - 熊谷市～深谷市
- 群马县
  - 大田市～伊势崎市～前桥市

## 脚注

### 注解
1. ↑  深谷・太田・伊勢崎市内の都市計画道路としての名称は「上武国道」であり、特に伊勢崎市内の沿道沿いではチェーン店舗名に「上武国道」を含む例が複数ある。なお、前橋市では「上武道路」である。